# Nesomys rufus
Nesomys rufus (Peters, 1870) è un roditore della famiglia dei Nesomiidi endemico del Madagascar.

## Descrizione

### Dimensioni
Roditore di medie dimensioni, con la lunghezza della testa e del corpo tra 163 e 198 mm, la lunghezza della coda tra 139 e 180 mm, la lunghezza del piede tra 43 e 52 mm, la lunghezza delle orecchie tra 25 e 29 mm e un peso fino a 205 g.

### Aspetto
La pelliccia è lunga, liscia e soffice. Le parti dorsali sono bruno-rossastre cosparse di peli più lunghi marroni scuri e con dei riflessi più rossicci sulle guance, i fianchi e la groppa, mentre le parti ventrali sono leggermente più chiare. Il mento e la gola talvolta possono essere bianchi. Le orecchie sono rotonde e prominenti, le vibrisse sono fini e nerastre. La coda è lunga circa quanto la testa ed il corpo è cosparsi di piccoli peli e in alcuni individui l'estremità è bianca.

## Biologia

### Comportamento
È una specie terricola e diurna. Diventa attiva prima dell'alba, con i maschi che spesso diventano attivi prima delle femmine. La ricerca di cibo è più intensa la mattina presto e il pomeriggio tardi e meno frequente nel mezzo della giornata. Costruisce un numero di rifugi dispersi nel territorio, utilizzati tutti allo stesso modo, sebbene uno in particolare sia preferito rispetto agli altri. Le tane sono situate sotto tronchi caduti o grossi cespugli ed ognuna presenta diverse entrate e camere, quelle superiori sono rivestite internamente di steli d'erba fresca ed usate come magazzini alimentari, mentre quelle inferiori sono rivestite con fronde di palme tagliuzzate e vengono usate come giacigli. Raramente i due sessi condividono la stessa tana. Percorre mediamente 400 m al giorno. Il raggio d'azione per entrambi i sessi è di circa mezzo ettaro, ed è costante anno per anno. le zone possono sovrapporsi a quelle di altri individui.

### Alimentazione
Si nutre principalmente di semi e frutti caduti, raccolti nella densa vegetazione, sul letto di foglie del sottobosco e intorno a tronchi abbattuti.

### Riproduzione
Si riproduce tra metà ottobre e dicembre in zone più elevate, mentre a bassa quota l'attività riproduttiva è presente tra luglio e i primi di settembre. Danno alla luce 1-2 piccoli alla volta. L'aspettativa di vita è di 2-3 anni.

## Distribuzione e habitat
Questa specie è diffusa nelle regioni montane del Madagascar centrale, orientale e nord-orientale, da Manongarivo fino a Tsaratanana e dalle montagne che circondano il bacino di Andapa fino al Parco Nazionale di Andohahela a sud.
Vive nelle foreste pluviali orientali tra 750 e 2.300 metri di altitudine.

## Conservazione
La IUCN Red List, considerato il vasto areale, la popolazione presumibilmente numerosa e la presenza in diverse aree protette, classifica N.rufus come specie a rischio minimo (Least Concern).